# Phytocoris ravidus
Phytocoris ravidus är en insektsart som beskrevs av Stonedahl 1995. Phytocoris ravidus ingår i släktet Phytocoris och familjen ängsskinnbaggar. Inga underarter finns listade i Catalogue of Life.